# Marente de Moor

Marente de Moor (2023)

Marente de Moor (* 1972 in Den Haag, Niederlande) ist eine niederländische Slawistin, Journalistin und Schriftstellerin.

## Leben
De Moor studierte Slawistik und lebte nach dem Zerfall der Sowjetunion acht Jahre lang in Russland. In St. Petersburg studierte sie an einer Theaterschule und schrieb Artikel und regelmäßige Beiträge für De Groene Amsterdammer, die 1999 als Petersburger Erzählungen (original: Petersburger vertellingen) in den Niederlanden erschienen. Nach ihrer Rückkehr nach Amsterdam arbeitete sie einige Jahre als Redakteurin für die Wochenzeitung HP/De Tijd.
2007 erschien ihr erster Roman, De overtreder (2010 deutsch bei Suhrkamp unter dem Titel Amsterdam und zurück). Ihr 2010 erschienener Roman De Nederlandse maagd wurde 2014 mit dem Literaturpreis der Europäischen Union ausgezeichnet. 2013 erschien ihr Roman Roundhay, tuinscène.
Seit 2009 ist Marente de Moor festangestellte Kolumnistin bei der Zeitschrift Vrij Nederland.
Sie ist die Tochter des Künstlers Heppe de Moor und der Autorin Margriet de Moor.

## Auszeichnungen und Preise
- 2011: AKO Literatuurprijs, Niederlande, für De Nederlandse maagd
- 2014: Literaturpreis der Europäischen Union für De Nederlandse maagd
- 2019: Ferdinand-Bordewijk-Preis für Phon

## Veröffentlichungen
- 1999: Petersburger vertellingen. Jaren in Rusland. Amsterdam, Querido, ISBN 978-90-214-0285-7.
- 2007: De overtreder. Amsterdam, Querido, ISBN 978-90-214-3353-0.
  - 2010: Amsterdam und zurück. Roman, Suhrkamp, Berlin, ISBN 978-3-518-42184-0 (übersetzt von Waltraud Hüsmert).
- 2010: De Nederlandse maagd. Amsterdam, Querido, ISBN 978-90-214-3842-9.
  - 2011: Die niederländische Jungfrau. Roman, Suhrkamp, Berlin, ISBN 978-3-518-42253-3 (übersetzt von Helga van Beuningen).
- 2013: Roundhay, tuinscène. Amsterdam, Querido, ISBN 978-90-214-4996-8.
  - 2019: Aus dem Licht. Roman, Hanser, München, ISBN 978-3-446-26176-1 (übersetzt von Bettina Bach).[1]
- 2013: Kleine vogel, grote man. B for books, Maartensdijk, ISBN 978-90-8516-283-4.
- 2015: Gezellige verhalen. Kurzgeschichten. Amsterdam, Querido, ISBN 978-90-214-5887-8.
- 2018: Foon. Amsterdam, Querido, ISBN 978-90-214-1200-9.
  - 2021: Phon. Roman, Hanser, München, ISBN 978-3-446-27081-7 (übersetzt von Bettina Bach).[2]